# Trioza kuwayamai
Trioza kuwayamai är en insektsart som beskrevs av Günther Enderlein 1914. Trioza kuwayamai ingår i släktet Trioza och familjen spetsbladloppor. Inga underarter finns listade i Catalogue of Life.